# Come Find Yourself
Come Find Yourself is het debuutalbum uit 1996 van de Amerikaanse rockband Fun Lovin' Criminals.

## Tracks
1. "The Fun Lovin' Criminal" - 3:13
2. "Passive/Aggressive" - 3:33
3. "The Grave and the Constant" - 4:47
4. "Scooby Snacks" - 3:05
5. "Smoke 'Em" - 4:46
6. "Bombin' the L" - 3:51
7. "I Can't Get with That" - 4:25
8. "King of New York" - 3:47
9. "We Have All the Time in the World" (John Barry, Hal David) - 3:41
10. "Bear Hug" - 3:28
11. "Come Find Yourself" - 4:20
12. "Crime and Punishment" - 3:20
13. "Methadonia" - 4:06
14. "I Can't Get with That (Schmoove Version)" - 5:34
15. "Coney Island Girl" - 1:28